# Nissan Tiida
La Nissan Tiida è un'autovettura di piccole dimensioni prodotta dalla casa automobilistica giapponese Nissan Motor dal 2004 in tre generazioni. Era a trazione anteriore o integrale (quest'ultima disponibile solo per la prima generazione), e a motore anteriore. In America viene chiamata Nissan Versa, mentre in Malaysia e in Indonesia Nissan Latio.
In Messico, la Tiida è stata assemblata con il marchio statunitense Dodge nello stabilimento Nissan Civac di Cuernavaca, con il nome Dodge Trazo. In Sud America, invece, la Trazo rappresentava un vero e proprio marchio automobilistico e fu disponibile dal 2008 e al 2009. Con il marchio Trazo, la Tiida si chiamava Trazo C. Il marchio Trazo venne poi abbandonato con l'uscita di produzione del modello.

## La prima serie (C11): 2004-2011

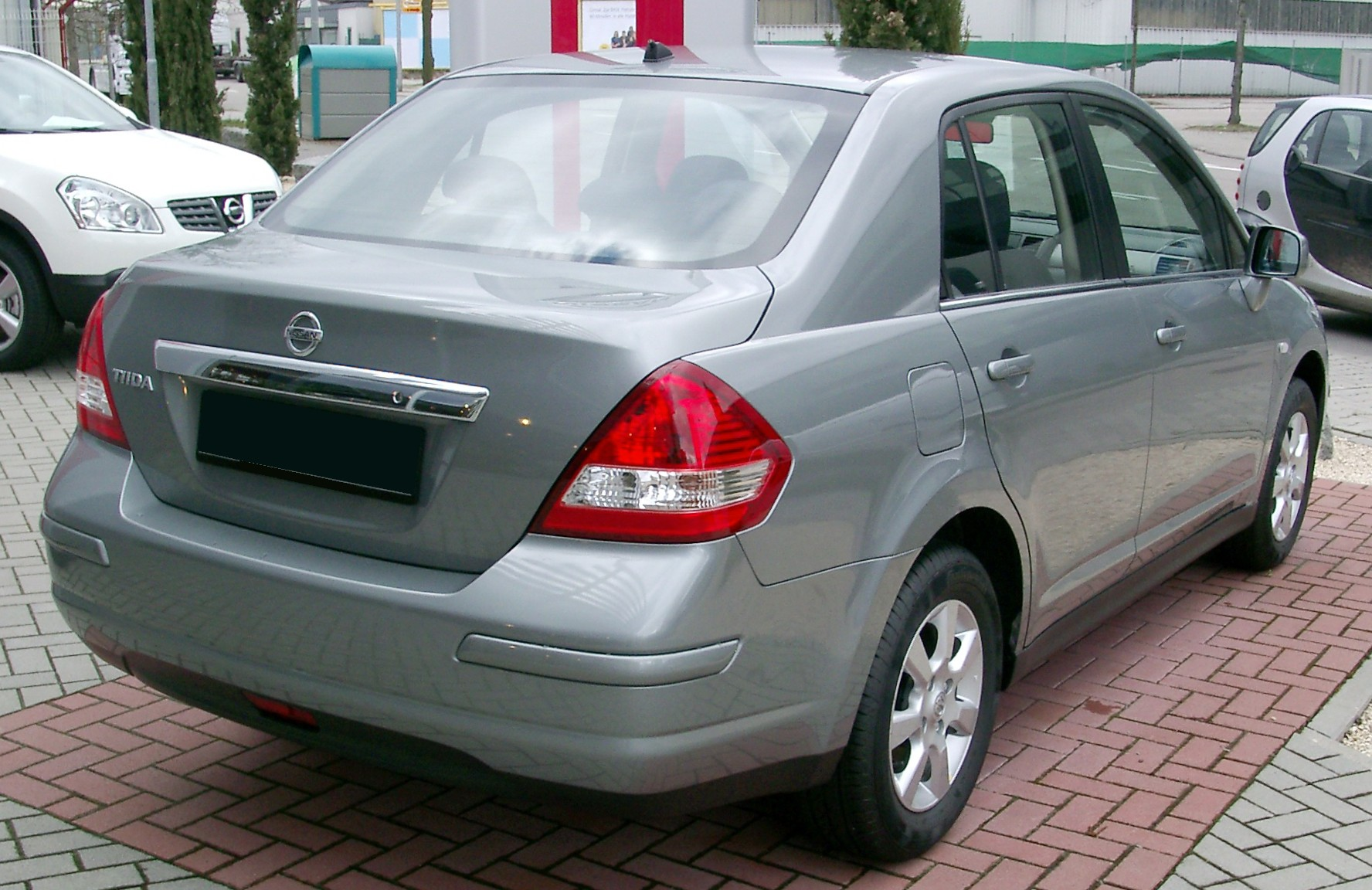
Il retro di una Nissan Tiida prima serie

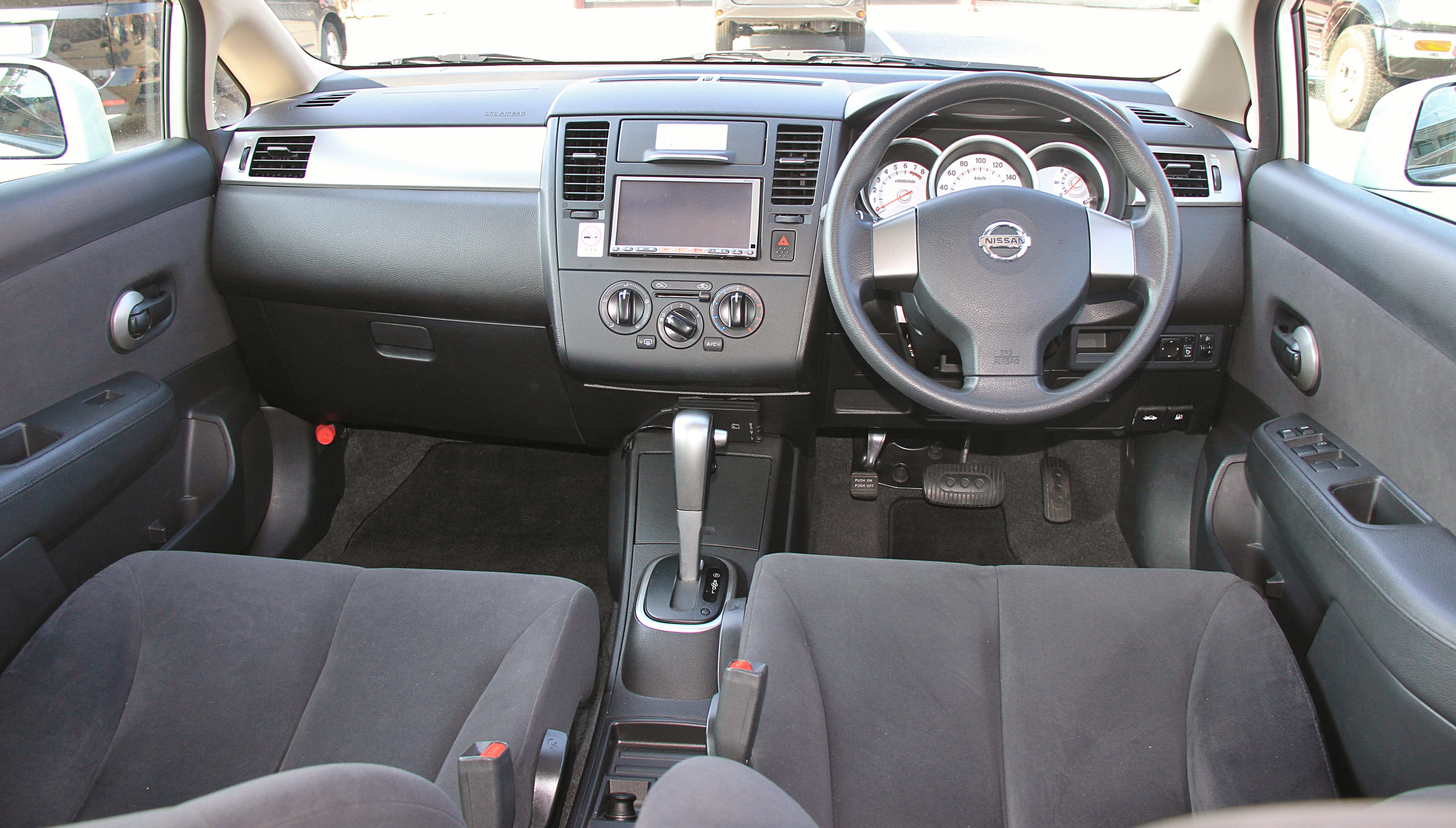
Gli interni di una Nissan Tiida prima serie

Il lancio commerciale della Tiida è avvenuto nel settembre 2004 in Giappone, nel 2005 in Cina mentre in Nord America è stata presentata alla fine del 2006 al salone dell'automobile di Detroit. Nell'autunno 2007 ha debuttato in numerosi Paesi europei e da fine gennaio 2008 è stata lanciata anche in Germania, Austria e Svizzera.
La Tiida ha sostituito i modelli Nissan Almera e Nissan Primera sul mercato europeo e si è collocata, nella gamma Nissan, tra la Nissan Note e Nissan Qashqai. Come auto da esportazione viene prodotta in diversi Stabilimenti in Giappone, Cina, Messico, Thailandia e Taiwan venendo esportata in 165 paesi.
La prima generazione della Tiida si basava sulla piattaforma B del gruppo Nissan, piattaforma utilizzata congiuntamente con la Renault ma che, come per la Nissan Note, è stata utilizzata in una versione con passo allungato. Di conseguenza, la prima generazione della Tiida era un modello molto spazioso internamente, facendolo classificare come una via di mezzo tra un veicolo compatto e un veicolo di fascia media. La prima serie della Tiida era disponibile con carrozzeria berlina a quattro porte e come hatchback a cinque porte, venendo venduta in Giappone con il nome Nissan Latio. Il design si basava su altri modelli del gruppo Nissan come la Nissan Murano e la Nissan Note.
Nella primavera del 2011, l'importazione del Tiida in Europa è stata interrotta perché la domanda era troppo bassa. Dall'autunno 2014, in Europa, la Tiida venne sostituita dalla Nissan Pulsar. Alla fine del 2011 la produzione è stata interrotta ovunque (ad eccezione di Thailandia e Malesia, dove terminò, rispettivamente, nel 2012 e nel 2015).
Il cambio era manuale a cinque o sei rapporti e automatico a quattro marce. La motorizzazione offerta era composta esclusivamente da propulsori a benzina e Diesel a quattro cilindri in linea. Più precisamente, per quanto riguarda i motori a benzina, erano offerti un motore da 1,5 L di cilindrata e 99 CV di potenza, un motore da 1,6 L e 118 CV e un motore da 1,8 L e 128 CV. Era anche offerto un motore Diesel da 1,5 L e 64 CV.

## La seconda serie (C12): 2011-

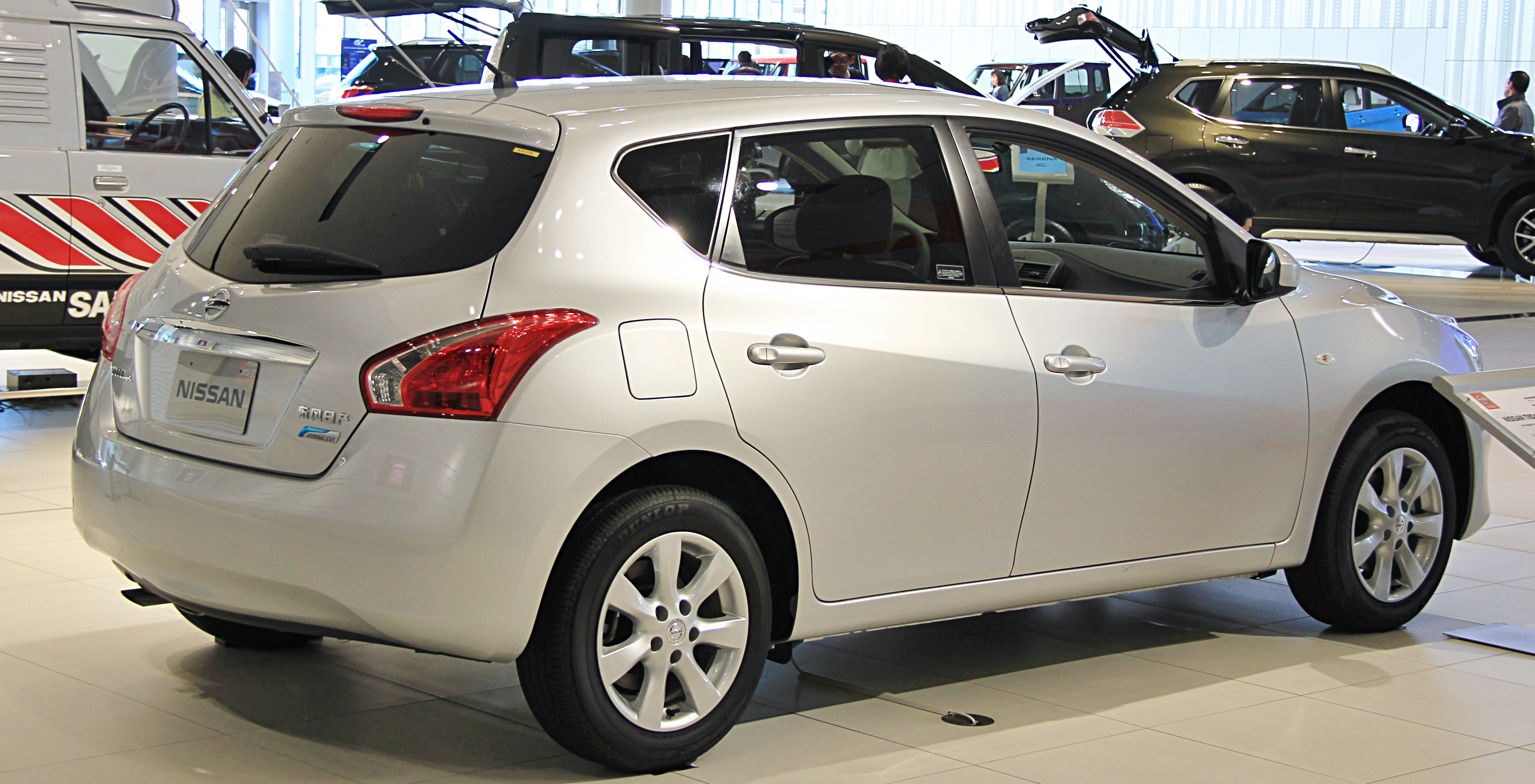
Il retro di una Nissan Tiida seconda serie

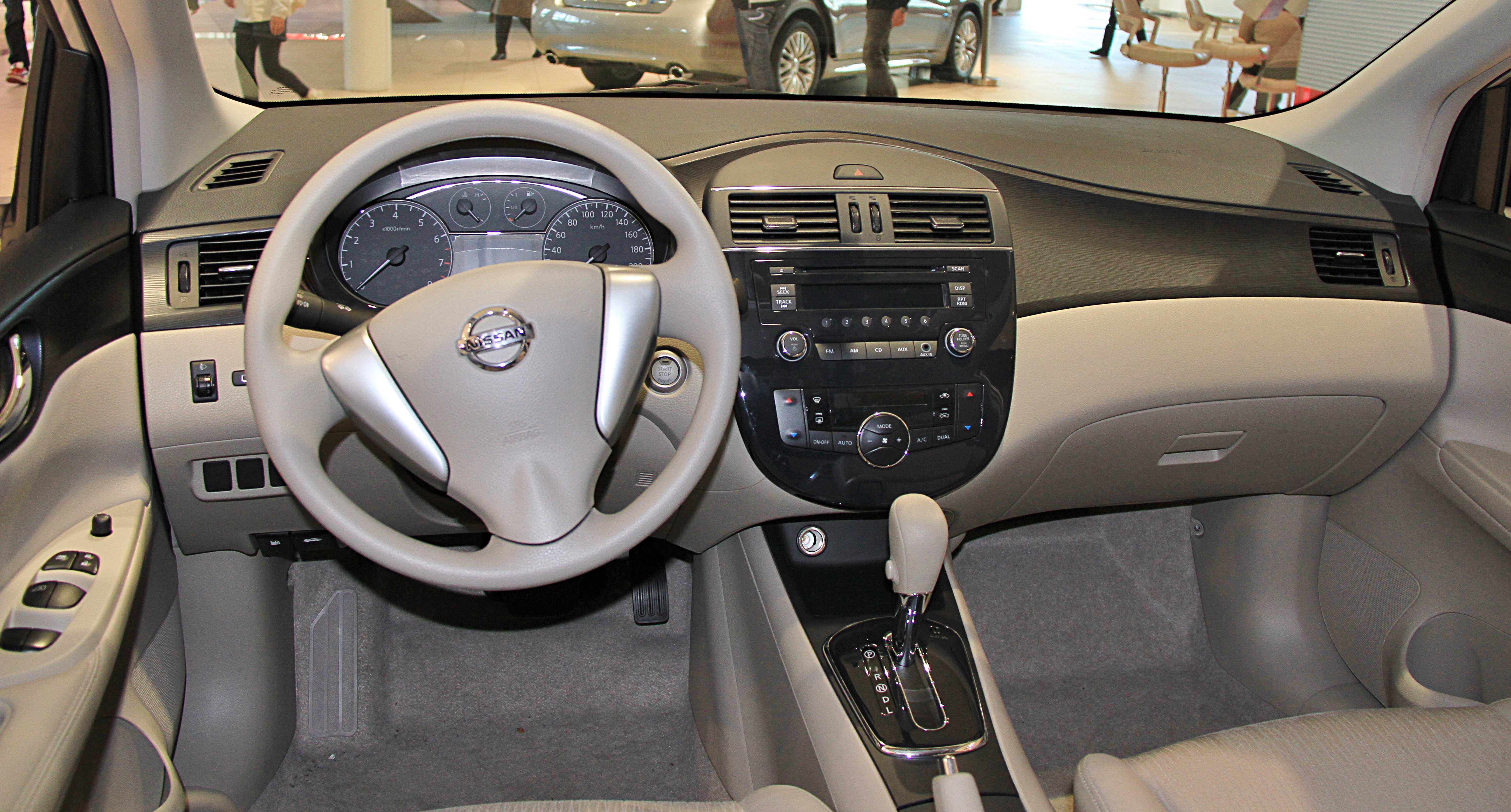
Gli interni di una Nissan Tiida seconda serie

La seconda generazione della Tiida ha fatto il suo debutto al 14º salone dell'automobile di Shanghai nell'aprile 2011. Il passo della nuova generazione è stato aumentato di 100 mm rispetto a quello della serie precedente, e per la prima volta la gamma motori comprende anche un motore a benzina turbocompresso. Anche la seconda serie della Tiida è disponibile con carrozzeria berlina a quattro porte e come hatchback a cinque porte. Il lancio sul mercato della Tiida è avvenuto nel maggio 2011 in Cina, mentre in Nord America il modello è stato introdotto nell'autunno 2011 con il nome di Nissan Versa. In Nord America è disponibile solo in versione berlina tre volumi.
Il cambio è manuale e continuo a cinque rapporti. La motorizzazione offerta è composta esclusivamente da propulsori a benzina e Diesel a quattro cilindri in linea. Più precisamente, per quanto riguarda i motori a benzina, sono offerti un motore da 1,6 L di cilindrata e 103 CV di potenza, un motore sovralimentato da 1,6 L e 187 CV e un motore da 1,8 L e 128 CV. È anche offerto un motore Diesel turbocompresso da 1,5 L e 106 CV.

## La terza serie (N18): 2019-

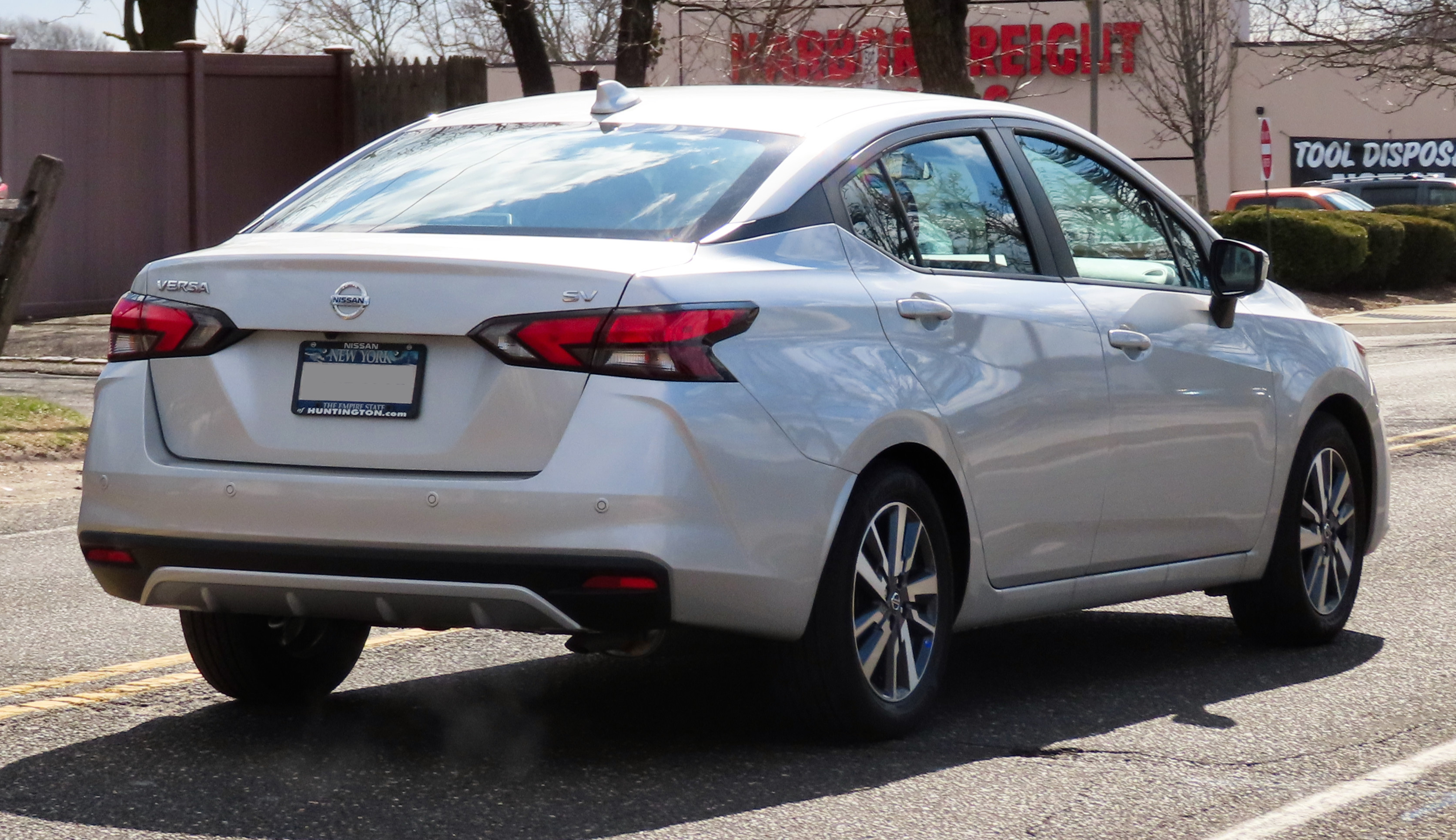
Il retro di una Nissan Versa terza serie

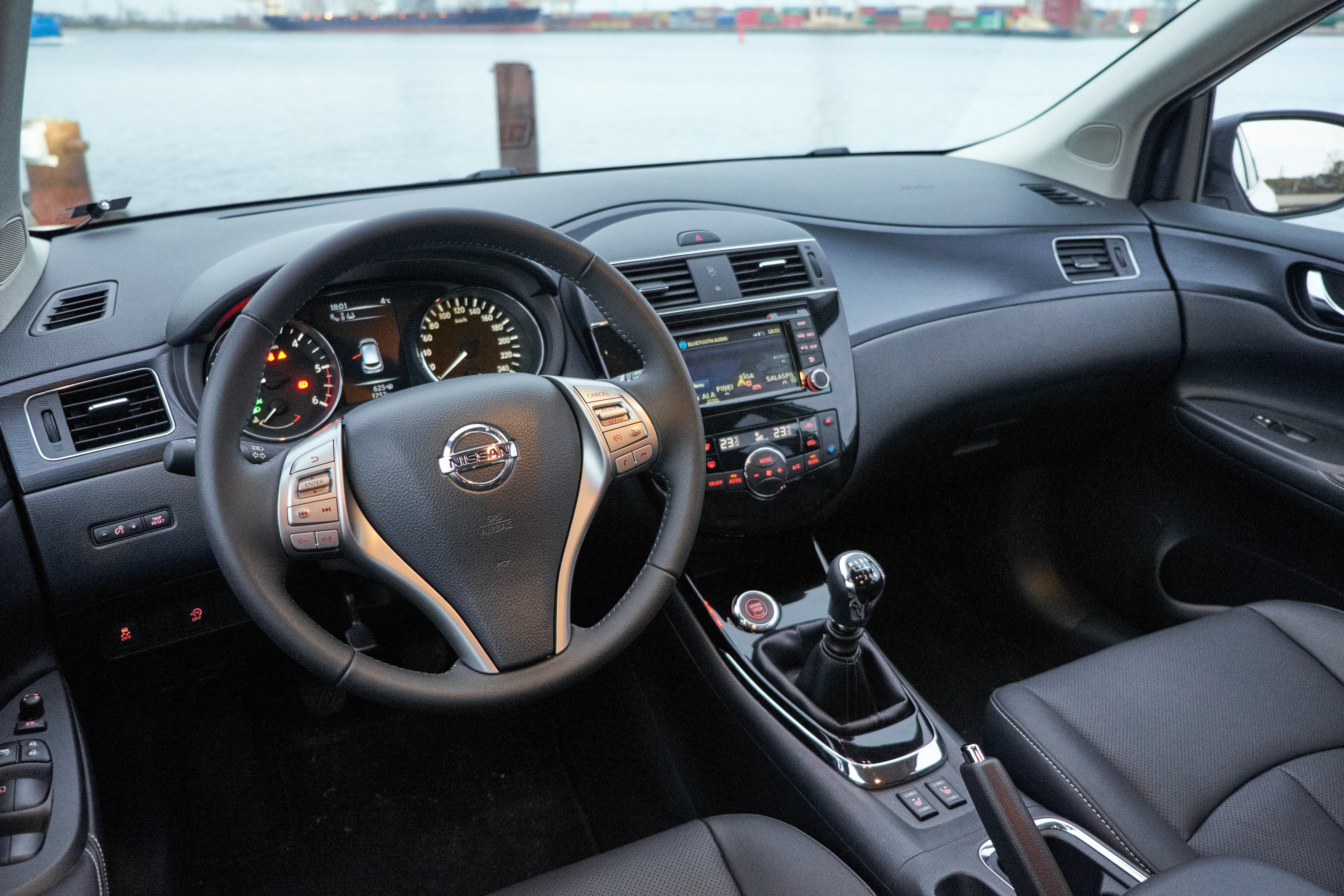
Gli interni di una Nissan Versa terza serie

Una nuova generazione di Nissan Versa basata sulla quinta generazione della Nissan Micra è stata presentata nell'aprile 2019 per il mercato nordamericano. È identica alla Nissan Almera presentata per il mercato asiatico nello stesso periodo. Il lancio sul mercato della nuova Nissan Versa, costruita in Messico, è avvenuto in Nord America nell'agosto 2019. Un anno dopo, sono iniziate le vendite anche in Sud America. Questa terza generazione del modello è stata commercializzata in Medio Oriente da maggio 2020 con il nome di Nissan Sunny. Nissan ha presentato una versione rivista della terza generazione della Nissan Versa nell'ottobre 2022.
La terza serie di Versa è disponibile solo con carrozzeria berlina a quattro porte. Il cambio è manuale e continuo a cinque rapporti. La motorizzazione offerta è composta esclusivamente da un propulsore a benzina a quattro cilindri in linea da 1,6 L di cilindrata e 114 CV (in Sud America) o 124 CV (in Nord America) di potenza.